# Stadionul Dr. Constantin Rădulescu
Stadionul Dr. Constantin Rădulescu este un stadion de fotbal din cartierul Gruia, Cluj-Napoca, România și este terenul de acasă al echipei CFR Cluj. Stadionul este numit după Constantin Rădulescu, fost jucător, antrenor și medic al clubului. Are o capacitate de 17.408 de locuri, și beneficiază de instalație de nocturnă din iulie 2007.

## Istoric
Stadionul original a fost construit în 1973. Înainte de 2004 avea o capacitate de aproximativ 10.000 de locuri, găzduind meciurile de acasă ale echipei CFR Cluj, în cea mai mare parte în Divizia B și C a fotbalului românesc. 
Întrucât CFR Cluj s-a calificat în Faza grupelor Ligii Campionilor în 2008, stadionul a fost extins. Extinderea a fost proiectată de Dico și Țigănaș, construită de Transilvania Construction și finalizată în septembrie 2008, mărind capacitatea la 23.500 de locuri.
Stadionul a fost inaugurat cu un joc internațional între CFR Cluj și Braga, joc pe care CFR Cluj l-a câștigat cu 3–1.  
Pe 6 septembrie 2008, România a jucat cu Lituania într-o partidă pentru calificările la Cupa Mondială FIFA 2010. A fost primul joc al echipei naționale a României la Cluj-Napoca după 85 de ani. 

## Meciuri internaționale
| Data              | Competiția                              | Acasă   | Deplasare      | Scorul | Asistența |
| ----------------- | --------------------------------------- | ------- | -------------- | ------ | --------- |
| 6 septembrie 2008 | Calificările la Cupa Mondială FIFA 2010 | România | Lituania       | 0 – 3  | 14.000    |
| 9 noiembrie 2017  | Amical                                  | România | Turcia         | 2 – 0  | 20.000    |
| 26 martie 2019    | Calificările la UEFA Euro 2020          | România | Insulele Feroe | 4 – 1  | 10.502    |

## Secțiuni
1. Tribuna 1: 3.003 locuri neacoperite
2. Tribuna 2: 9.557 de locuri acoperite
3. Business Lounge: 66 de locuri acoperite
4. Sky Lounge: 200 de locuri acoperite
5. Peluza 1: 3.197 de locuri neacoperite
6. Galerie oaspeți: 888 locuri neacoperite
7. Alte facilități: canalizare, drenaj, sistem automat de udare a ierbii, bănci de rezerve acoperite, grupuri sanitare separate în imediata vecinătate

## Galerie

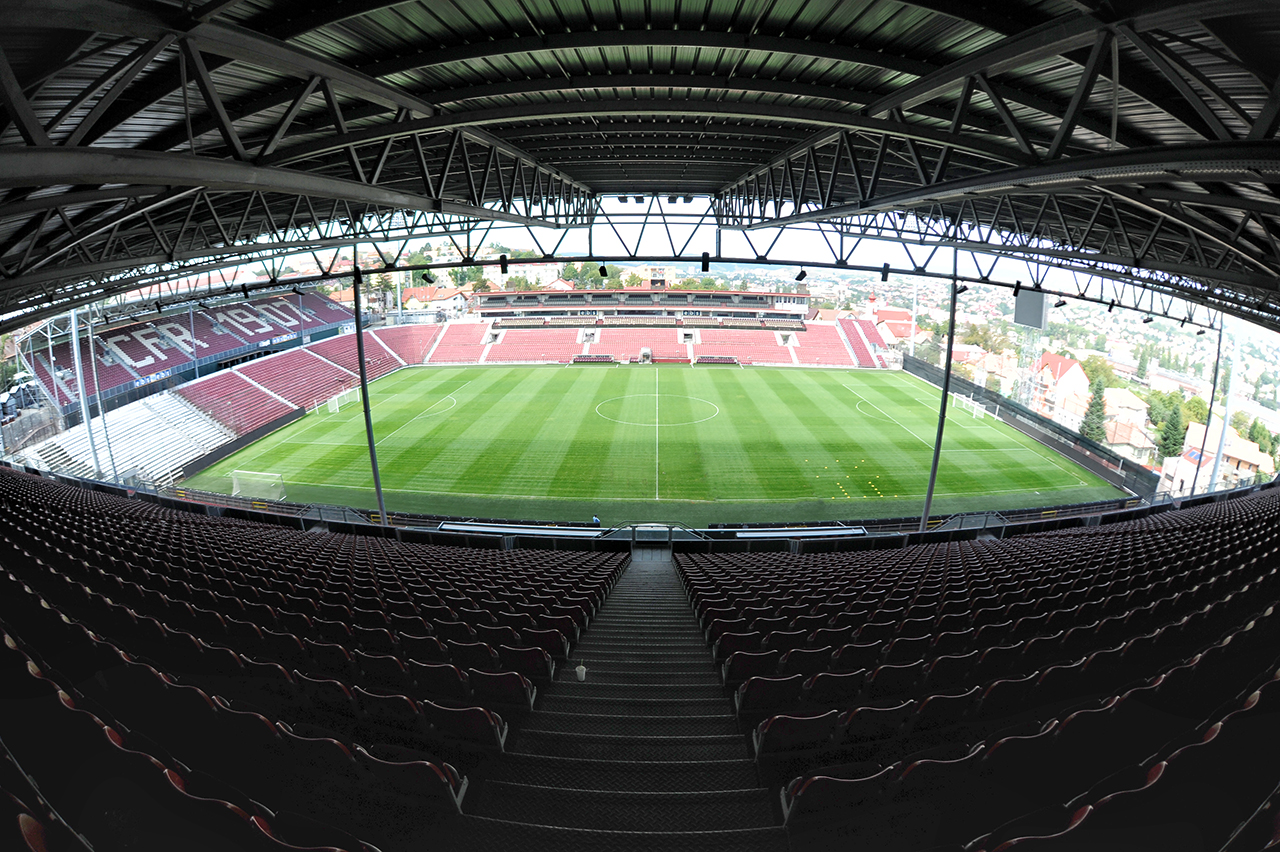
Vedere a tribunei 1 dinspre tribuna 2
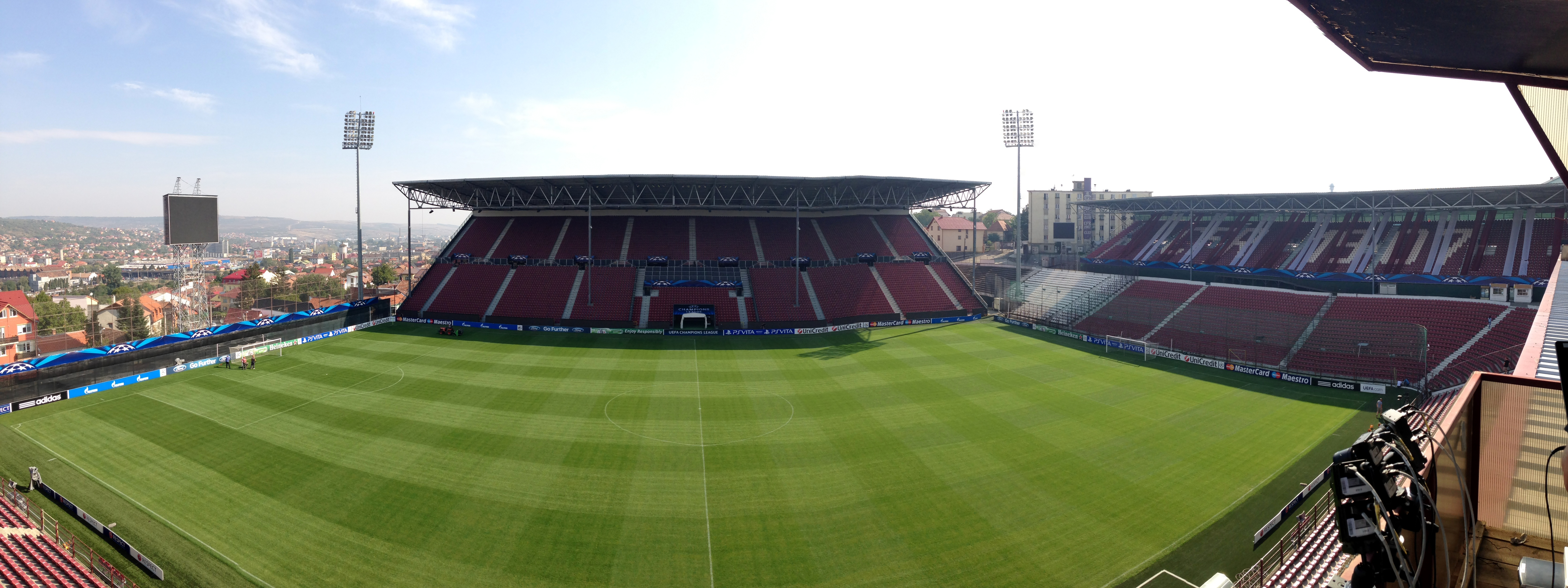
Vedere a tribunei 2 dinspre tribuna 1
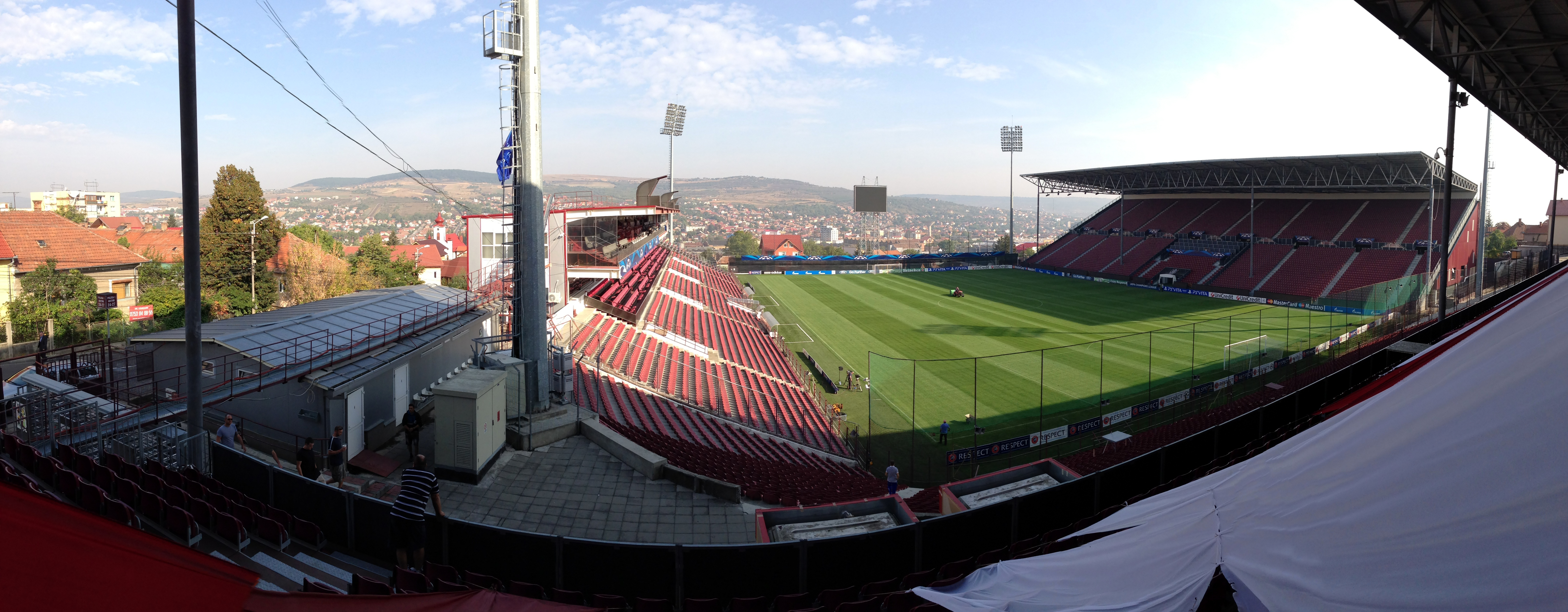
Vedere a terenului dinspre peluză